# Canabalt
Canabalt es un corredor sin fin de un solo botón diseñado por Adam Saltsman para el Experimental Gameplay Project en 2009. El videojuego de desplazamiento lateral en 2D fue escrito originalmente como un juego Flash, luego fue porteado a iOS, Android, PlayStation Portable, Ouya y HTML5. Se lanzó una versión autorizada para Commodore 64 en cartucho. A Canabalt se le atribuye la popularización del subgénero de corredores sin fin.

## Jugabilidad
El jugador controlará a un hombre sin nombre que huye de una amenaza desconocida. Al comenzar el juego, el personaje del jugador salta desde la ventana de un edificio de oficinas al techo de un edificio vecino. Luego empezará a correr hacia adelante automáticamente, acelerando continuamente a medida que se mueve. El único control que tiene el jugador sobre el personaje es a través de un solo botón que lo hará saltar; ya sea de un edificio a otro o sobre obstáculos. Si no salta a otro edificio, se caerá y morirá, mientras que si choca con una caja o una silla de oficina, reducirá su velocidad. Ocasionalmente, también se lanzarán bombas hacia el jugador que lo matarán si no las esquiva.
A diferencia de la mayoría de los juegos de plataformas con etapas prediseñadas y que se pueden jugar hasta el final, el paisaje de Canabalt se genera de forma procedimental y es infinito. El objetivo del juego es lograr la puntuación más alta, medida en metros por carrera. Algunas versiones del juego tienen tablas de clasificación en línea, lo que permite a los jugadores competir por la clasificación.

## Desarrollo
En una entrevista de 2013 con The New Yorker, el desarrollador Adam Saltsman dijo que inicialmente había apuntado a que el juego fuera «rápido, como un juego de carreras». También explicó que el personaje del jugador usa un traje negro para que se destaque del arte de fondo en escala de grises. El nombre «Canabalt» se deriva de una combinación de frases utilizadas por el joven sobrino de Saltsman. Cuando se le preguntó sobre los orígenes del personaje principal, Saltsman afirmó:

Solía tener fantasías en mi antiguo trabajo de oficina de correr por nuestro largo, largo pasillo solo por diversión. Y literalmente para escapar. Me había olvidado de eso hasta meses después de que saliera Canabalt. Solía haber una cinemática de introducción que estaba diseñando, donde el personaje recibe un correo electrónico, pero todo se interponía en el camino de lo principal.

## Lanzamiento y ports
Originalmente lanzado como un juego de Adobe Flash en el propio sitio web de Saltsman, el juego ha sido porteado desde entonces a muchas plataformas, incluyendo iOS, Android, Steam, PlayStation Portable, Ouya y Chrome Web Store. También está disponible en sitios de juegos en línea como Kongregate y Newgrounds. El puerto oficial de Android/Ouya fue distribuido por Kittehface Software, principalmente un editor de fondos de pantalla, bajo licencia de Saltsman. La versión de PlayStation Portable fue distribuida por Beatshapers.
En 2011, Canabalt fue porteado a la computadora doméstica Commodore 64 por Paul Koller. Esta conversión oficial estuvo disponible como cartucho en enero de 2012. En marzo de 2012, Canabalt se incluyó en el Humble Bundle para Android 2.
En 2024, el programador de Friday Night Funkin' Cameron «ninjamuffin99» Taylor recibió el código fuente original del juego en ActionScript 3, que utilizó para portear a Canabalt a HTML5 utilizando el motor de juego HaxeFlixel, una versión del motor de juego Flixel de Saltsman que utiliza el lenguaje de programación Haxe y OpenFL. Cameron ha declarado que el hecho de que Flixel sea un «antepasado» de HaxeFlixel ayudó con el proceso de portabilidad, y que el puerto HTML5 es «en realidad muy parecido a lo que Adam escribió hace casi 15 años». Cameron también publicó el código fuente del puerto con el permiso de Saltsman, y el juego se actualizó oficialmente a la versión HTML5 en Newgrounds y el sitio web oficial de Canabalt, con tableros de puntajes altos utilizando la API de Newgrounds.

## Recepción
Canabalt ha recibido críticas positivas. La versión de iOS tiene una puntuación total de 77 de 100 en Metacritic según 8 reseñas, y 86% en GameRankings según 8 reseñas. La versión de PSP alcanzó una puntuación de 72% en GameRankings según 7 reseñas.
Bonnie Eisenman de 148Apps puntuó la versión de iOS con un 4 de 5, escribiendo «Canabalt es una joya que mezcla atrevidamente una jugabilidad simple con un mundo increíblemente complejo, demostrando que el minimalismo no tiene por qué ser sinónimo de entretenimiento minimalista. Si buscas un juego simple y rápido de jugar, este es uno que debes comprar». Torbjorn Kamblad de TouchGen también le dio una puntuación de 4 de 5, argumentando que la versión de iOS mejoró la versión Flash original; «Los controles más precisos y una mejor visión general de los alrededores hacen que la versión portátil sea un clásico». Eli Hodapp de TouchArcade le dio una puntuación de 5 de 5, comparando al juego con Doodle Jump: «Probablemente, he invertido más horas combinadas en Doodle Jump que en cualquier otro juego en mi iPhone, y Canabalt tiene exactamente el mismo atractivo. Los gráficos de pixel art son geniales, la banda sonora es fenomenal y [...] es difícil encontrar algo que no te guste del juego».
Levi Buchanan de IGN le dio al juego una puntuación de 8 de 10; «Canabalt es un maravilloso juego de tics que logra el equilibrio adecuado entre habilidad y suerte [...] Hay algo realmente convincente aquí: un deseo real de jugar una y otra vez... y otra vez». Keith Andrew de Pocket Gamer lo calificó con un 7 de 10, llamándolo «una cancioncilla divertida, bellamente presentada, pero en la que el éxito depende tanto de la suerte como de la habilidad. Sin duda, eso es todo lo que pretendían los desarrolladores, pero la pura adicción del juego sugiere que cualquier continuación que agregue una mayor estructura podría ser una seria competencia». Andrew Podolsky de Slide to Play lo calificó con un 3 de 4 elogiando el juego, pero criticando el precio de $2,99; «La ejecución casi perfecta de una idea sencilla hace que la falta de una historia o cualquier otra profundidad sea intrascendente, pero [...] creemos que este juego tendría un mejor precio de un dólar, especialmente porque el juego Flash original sigue siendo gratuito».
Peter Willington de Pocket Gamer puntuó la versión de PSP con un 7 de 10. Criticó la falta de clasificaciones en línea, pero concluyó que «Canabalt para PSP merece un lugar en tu memoria USB. Tiene una profundidad oculta que los más exigentes apreciarán enormemente, y está construido de tal manera que los jugadores más ocasionales pueden sumergirse en él rápidamente entre juegos de mayor sustancia».
El juego fue incluido entre los mejores de 2009 por numerosos sitios web de videojuegos, incluidos Rock, Paper, Shotgun y Eurogamer.
En mayo de 2011, Lewis Denby de PC Gamer lo colocó en el puesto número 13 de su lista de «20 juegos de PC gratuitos que debes jugar». En noviembre de 2012, Canabalt fue incluido en la colección permanente de videojuegos del Museo de Arte Moderno.

## Legado
Canabalt desencadenó el género de los juegos de «carrera sin fin»; The New Yorker describió a Canabalt como «un videojuego que ha desencadenado un género de juego completamente nuevo para teléfonos móviles». El diseñador de juegos Scott Rogers atribuye a los juegos de disparos de desplazamiento lateral como Scramble (1981) y Moon Patrol (1982) y al estilo de juego de persecución en juegos de plataformas como Disney's Aladdin (1994) y Crash Bandicoot (1996) como precursores del género. Los títulos derivados incluyen Robot Unicorn Attack, que Kieron Gillen describió en su artículo «Juego del año 2010» para Eurogamer como un «clon descarado de Canabalt».[31] De manera similar, en la reseña de Jetpack Joyride de Halfbrick Studios realizada por Joystiq, Ben Gilbert argumentó que «Doom es para Halo lo que Canabalt es para Jetpack Joyride».
El código fuente de Canabalt fue lanzado por Saltsman en 2010. El código específico del motor fue lanzado bajo una licencia MIT y el código del juego bajo una licencia propietaria. Un año después, Saltsman concluyó que, comercialmente, esto había demostrado ser un paso inofensivo.